# Georges Chicotot
Signature
Georges-Alexandre Chicotot, né à Paris le 31 janvier 1855 et mort à Gurcy-le-Châtel le 7 avril 1937, est un peintre, médecin et radiologue français qui a marqué le début du XXe siècle par ses productions picturales représentant des actes médicaux innovants. Il meurt en 1937 d'une radiodermite due à une surexposition aux rayons X[réf. nécessaire].

## Carrière de peintre

### Formation
Élève de Hanoteau, de J. Blanc  et de Hébert, Paul Richer, Georges Chicotot étudie à l'école des Beaux-Arts de Paris. En 1880, il débute au Salon avec Le Verger et Portrait de femme. Chaque année il y expose des scènes de genre. Les premières ont un caractère religieux et sentimental. Puis il emprunte ses sujets à l'Histoire. Enfin, il se spécialise à partir de 1904 dans la représentation de scènes dans le domaine médical.
En 1889, il obtient une médaille de 3e classe au Salon des artistes français ainsi qu'une mention honorable et une médaille de bronze à l'exposition universelle. Il est nommé officier de la Légion d'honneur en 1922.

### Œuvres référencées

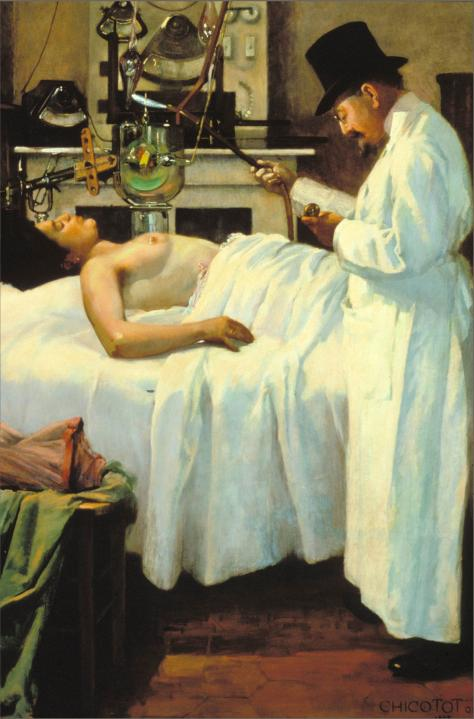
Portrait de Georges Chicotot en cours de séance de radiothérapie, en 1907.

Œuvres référencées comme produites par Georges Chicotot : 
- Le Verger
- Portrait de femme
- La Charité
- La Foi
- La Mort de sainte Catherine de Sienne
- Les Archives du couvent
- L'Ange peintre dans l'atelier du moine assoupi Église Saint-Michel des Batignolles, Paris
- L'autopsie au XXe siècle[6]
- Le Croup, en 1904[7]
- Les Premiers Traitements du cancer aux rayons X, 1907[3],[8]
- Leçon d'anatomie, médecine enfantine[9]

## Carrière de médecin
De 1884 à 1899, il est externe des hôpitaux de Paris (aujourd'hui Assistance Publique - Hôpitaux de Paris). Il devient le 1er janvier 1907 préparateur de radiothérapie à l'hôpital Broca, puis préparateur à l'hôpital Saint-Louis, le 1er février 1910. Plus tard, le 16 janvier 1914, il prend le poste de chef de laboratoire de radiologie à l'hôpital Hérold.

## Distinctions
- Officier de la Légion d'honneur (1922).

### Articles externes
- Patrimoine en revue, l'histoire de Georges Chicotot et de son œuvre (lire en ligne)
- Anne Nardin, « Progrès de la médecine infantile », Histoire par l'image [en ligne], consulté le 24 octobre 2017. (lire en ligne)